# Mauritiusi szalangána
A mauritiusi szalangána (Aerodramus francicus) a madarak (Aves) osztályának sarlósfecske-alakúak (Apodiformes) rendjébe, ezen belül a  sarlósfecskefélék (Apodidae) családjába tartozó faj.

## Rendszerezése
A fajt Johann Friedrich Gmelin német ornitológus írta le 1878-ban, a Hirundo nembe Hirundo francica néven. Sorolták a Collocalia nembe Collocalia francica néven is.

## Alfajai
- Aerodramus francicus francicus (J. F. Gmelin, 1789)
- Aerodramus francicus saffordi Kirwan, Shirihai & Schweizer, 2018[2]

## Előfordulása
Mauritius és Réunion területén honos. Természetes élőhelyei a szubtrópusi és trópusi síkvidéki esőerdők, gyepek, cserjések és barlangok, valamint szántóföldek és másodlagos erdők. Állandó, nem vonuló faj.

## Megjelenése
Testhossza 10 centiméter.

## Természetvédelmi helyzete
Az elterjedési területe elég kicsi, egyedszáma 10000-19999 példány közötti és csökken. A Természetvédelmi Világszövetség Vörös listáján mérsékelten fenyegetett fajként szerepel.